# Teodulo Parsacuteno
Teodulo Parsacuteno in greco Θεόδουλος Παρσακουτηνός?, Theodoulos Parsakoutenos (fl. X secolo) era un generale bizantino che si era imparentato per matrimonio con la famiglia Foca. Fu fatto prigioniero dall'emiro hamdanide Sayf al-Dawla nel 954 e rimase in prigionia fino al 966.

## Biografia
Il cognome della famiglia (erroneamente scritto Παρσακουντηνός, Parsakountenos, in alcuni manoscritti) deriva dalla località di “Parsakoute” (Παρσακούτη). Suo padre, Teodulo Parsacuteno, sposò una gentildonna del potente clan dei Foca, apparentemente figlia del generale di Barda Foca il Vecchio, padre del generale e futuro imperatore Niceforo II Foca (regnante nel 963-969). Teodulo e sua moglie, il cui nome è sconosciuto, ebbero tre figli: Teodoro, Barda e Niceforo.
La sua carriera è poco conosciuta, ad eccezione di alcuni riferimenti nelle fonti arabe, che lo chiamano “il guercio” (al-A'war) e riportano che era patrikios e comandante (stratego) dei themata di Tzamandos e Lykandos nel 954, quando fu catturato insieme a uno dei suoi figli (Barda o Niceforo) a Adata dall'emiro hamdanide di Aleppo, Sayf al-Dawla.
Nell'autunno del 962, Teodoro, figlio di Teodulo, catturò il cugino di Sayf al-Dawla, Abū Firās al-Hamdānī, durante un'incursione e cercò di far scambiare il prigioniero con suo padre e uno dei suoi fratelli. Ciò non avvenne immediatamente, poiché Abū Firās rimase prigioniero fino allo scambio di prigionieri del 966, quando probabilmente furono scambiati anche Teodoro e tutti gli altri prigionieri bizantini di alto rango.